# Edward Scissorhands (trilha sonora)
A Trilha sonora de Edward Mãos de Tesoura (Edward Scissorhands) foi composta por Danny Elfman, sublinha bem o tema do filme havendo a inserção de coral e instrumentos como vibrafone que lembram muito o natal que de certa maneira. é retratado no filme. Destaque para as faixas Storytime, Ice Dance, Edwardo The Barber e With These Hands interpretada por Tom Jones.

## Faixas
1. Introduction
2. Storytime
3. Castle On The Hill
4. Beautiful New World - Home Sweet Home
5. The Cookie Factory
6. Ballet De Suburbia
7. Ice Dance
8. Etiquette Lesson
9. Edwardo The Barber
10. Esmeralda
11. Death!
12. The Tide Turns (Suite)
13. The Final Confrontation
14. Farewell
15. The Grand Finale
16. The End
17. With These Hands - Tom Jones